# Mosconi Cup 2009
Beim Mosconi Cup 2009 handelte es sich um die sechzehnte Auflage eines seit 1994 jährlich stattfindenden 9-Ball-Poolbillardturniers, bei dem ein europäisches Team gegen ein US-amerikanisches Team spielt. 2009 fand er im Studio Ballroom des MGM Grand in Paradise, Nevada (USA) in der Zeit vom 10. bis 13. Dezember statt. Titelverteidiger war das europäische Team, doch das Team USA gewann den Pokal durch einen 11:7-Sieg wieder zurück.

## Teilnehmer
Für das Team Europa spielten:
- Alex Lely () (nichtspielender Mannschaftskapitän)
- Darren Appleton ()
- Niels Feijen ()
- Thorsten Hohmann ()
- Mika Immonen ()
- Ralf Souquet ()

Für das Team USA spielten:
- Nick Varner (nichtspielender Mannschaftskapitän)
- Johnny Archer
- Corey Deuel
- Óscar Domínguez
- Shane van Boening
- Dennis Hatch

## Regeln
- Turnierlänge: Gespielt werden maximal 21 Partien. Das Team, das zuerst 11 Partien gewinnt, gewinnt das Turnier.

- Matchlänge: Der Spielmodus in den Mannschaftswettbewerben ist Best of 11, d. h. 6 gewonnene Spiele reichen zum Satzgewinn.

- Wechselbreak: Der erste Anstoß wird ausgespielt, danach stoßen die Spieler oder Teams abwechselnd an, egal wer gewinnt.

- Wechselstoß: in den Teamwettbewerben rotieren die Spieler nach jedem Stoß zum nächsten Spieler der eigenen Mannschaft. Beim Mannschaftswettbewerb bedeutet das zum Beispiel, dass der anstoßende Spieler, versenkt er eine Kugel beim Anstoß, erst wieder bei der sechsten zu spielenden Kugel an den Tisch kommt.

- Zeitbegrenzung des Stoßes: Jeder Spieler hat 30 Sekunden Zeit zur Ausführung seines Stoßes. Beim ersten Stoß nach dem Anstoß gilt diese Regel jedoch nicht, jeder Spieler hat dann unbegrenzt Zeit, sich die Situation auf dem Tisch in Ruhe anzusehen. In jedem Mannschaftswettbewerb haben die Spieler pro Spiel zweimal die Möglichkeit, eine Extension, also eine Verlängerung der Zeit um weitere 30 Sekunden pro Stoß, zu verlangen. In den Einzelwettbewerben ist diese Extension nur einmal pro Spiel erlaubt. Aufforderungen an den Schiedsrichter, den Spielball zu reinigen oder ein Hilfsgerät herzureichen, gehen von der Zeit ab.

- Breakbedingungen:

Das Eck wird dichter zur Tischmitte aufgebaut, sodass die 9 auf dem Fußpunkt liegt.
Ein Break ist nur dann korrekt, wenn mindestens drei farbige Kugeln einmal über die Kopflinie laufen. Versenkte Bälle werden von diesen drei Kugeln abgezogen, sodass beispielsweise nur noch zwei Kugeln die Kopflinie überqueren müssen, wenn eine andere gefallen ist. Durch diese Regel sollen die Spieler davon abgehalten werden, die Kugeln mittels eines kontrollierten Soft Breaks auf möglichst kleinem Raum zusammenzuhalten.
- Preisgeld: Die Spieler des Gewinner-Teams erhielten jeweils ein Preisgeld in Höhe von 15.000 US-Dollar; die der unterlegenen Mannschaft jeweils 7.500 US-Dollar.

## Ergebnisse
Der Spielplan sah wie folgt aus:
| Spiel | Datum      | Art    | Spieler Europa     | Ergebnis | Spieler USA             | Gesamtstand |
| ----- | ---------- | ------ | ------------------ | -------- | ----------------------- | ----------- |
| 01    | 10.12.2009 | Team   | Team Europa        | 4 - 6    | Team USA                | 0 - 1       |
| 02    | 10.12.2009 | Doppel | Feijen – Appleton  | 5 - 6    | Archer – Hatch          | 0 - 2       |
| 03    | 10.12.2009 | Einzel | Immonen            | 3 - 6    | van Boening             | 0 - 3       |
| 04    | 10.12.2009 | Doppel | Souquet – Hohmann  | 2 - 6    | Deuel – Domínguez       | 0 - 4       |
| 05    | 10.12.2009 | Einzel | Souquet            | 6 - 5    | Domínguez               | 1 - 4       |
| 06    | 11.12.2009 | Doppel | Souquet – Feijen   | 2 - 6    | van Boening – Archer    | 1 - 5       |
| 07    | 11.12.2009 | Einzel | Hohmann            | 6 - 4    | Deuel                   | 2 - 5       |
| 08    | 11.12.2009 | Doppel | Immonen – Appleton | 4 - 6    | Hatch – Domínguez       | 2 - 6       |
| 09    | 11.12.2009 | Einzel | Appleton           | 5 - 6    | Archer                  | 2 - 7       |
| 10    | 12.12.2009 | Doppel | Feijen – Hohmann   | 6 - 1    | Hatch – Deuel           | 3 - 7       |
| 11    | 12.12.2009 | Doppel | Souquet – Immonen  | 6 - 4    | Domínguez – van Boening | 4 - 7       |
| 12    | 12.12.2009 | Einzel | Feijen             | 4 - 6    | Hatch                   | 4 - 8       |
| 13    | 12.12.2009 | Doppel | Appleton – Hohmann | 5 - 6    | Deuel – Archer          | 4 - 9       |
| 14    | 12.12.2009 | Einzel | Immonen            | 6 - 4    | Domínguez               | 5 - 9       |
| 15    | 13.12.2009 | Einzel | Souquet            | 6 - 3    | van Boening             | 6 - 9       |
| 16    | 13.12.2009 | Einzel | Feijen             | 0 - 6    | Hatch                   | 6 - 10      |
| 17    | 13.12.2009 | Einzel | Hohmann            | 6 - 1    | Archer                  | 7 - 10      |
| 18    | 13.12.2009 | Einzel | Souquet            | 2 - 6    | van Boening             | 7 - 11      |